# La familia Mata
La familia Mata fue una serie cómica de televisión producida por Notro Films y emitida originalmente por la cadena española Antena 3 desde el año 2007 hasta el año 2009. La serie se estrenó el 17 de septiembre de 2007. En diciembre de ese mismo año, se  incorporaron Marisa Porcel y Pepe Ruiz, la segunda temporada se estrenó el 7 de abril de 2008. A finales de 2008 la cadena decidió emitir un especial con la colaboración de Paco Tous. Después estrenó su tercera y última temporada, que contó con el abandono de Daniel Guzmán y la incorporación de Alexandra Jiménez. La serie finalizó el 16 de marzo de 2009.

## Argumento
Cuando Pablo (Daniel Guzmán) y Susana (Elena Ballesteros) están a punto de recibir las llaves de su piso, eligen al padre de ella (Antonio Dechent) para que lleve el dinero al notario. Lo que no imaginan es que el hombre va a invertir el dinero en vez de entregarlo, dejando a la hija y al yerno sin casa. Por ello, el líder de los Mata les invita a que vivan con ellos. Así será cómo la pareja convivirá con un suegro y una suegra (Chiqui Fernández) un tanto especiales, una tía de los más excéntrica (Anabel Alonso), un abuelo cascarrabias (Paco Sagárzazu) y un cuñado tonto y separado (Ivan Massagué) que vive junto a sus dos hijos.

## Curiosidades
Antonio Dechent sale en una película llamada El Calentito en el año 2005, anterior a La familia Mata, y curiosamente, su personaje también es el señor Mata, un arrojado emprendedor.
Alfre, el abuelo de la familia durante la primera temporada, inicialmente iba a ser interpretado por el actor Manuel Alexandre, llegando a aparecer en algunas imágenes promocionales antes de ser sustituido por Paco Sagárzazu en la serie final.

## Reparto

### Personajes principales de la primera y segunda temporada
- Susana Mata Arias (Elena Ballesteros) es la novia de Pablo.
- Pablo Aguilar Nuñez (Daniel Guzmán) es el novio de Susana.
- Arturo Mata (Antonio Dechent) es el padre de Susana y dueño de Armasa.
- Gloria Arias (Chiqui Fernández) es la madre de Susana.
- Marcos Mata Arias (Ivan Massagué) es el hermano mayor de Susana.
- Mónica Arias (Anabel Alonso) es la hermana pequeña de Gloria.
- Alfredo Arias Rodríguez (Paco Sagarzazu) es el padre de Gloria y Mónica. (1ª Temporada)
- Javier "Javi" Aguilar Nuñez (Jordi Ballester) es el hermano de Pablo. (2ª Temporada)
- Montse (Esther Arroyo) es una amiga de Susana. (2ª Temporada)
- Jorge Magariño (Dani Mateo) es el ex de Susana y su jefe.
- Sonia (Inma Cuesta) es la ex de Pablo. (2ª Temporada)
- Elvira (Marisa Porcel) es la madre de Arturo.
- Fermín Mata (Pepe Ruiz) es el padre de Arturo.

### Personajes principales de la tercera temporada
- Arturo Mata (Antonio Dechent) es el padre de Susana y dueño de Armasa.
- Gloria Arias (Chiqui Fernández) es la madre de Susana.
- Marcos Mata Arias (Ivan Massagué) es el hermano mayor de Susana.
- Susana Mata Arias (Elena Ballesteros) es la hija de Arturo y Gloria.
- Mónica Arias (Anabel Alonso) es la hermana pequeña de Gloria.
- Javier "Javi" Aguilar Nuñez (Jordi Ballester) es el hermano de Pablo.
- Montse (Esther Arroyo) es una amiga de Susana.
- Jorge Magariño (Dani Mateo) es el ex de Susana y su jefe.
- Eva Mata (Alexandra Jiménez) es la hija secreta de Arturo.
- Elvira (Marisa Porcel) es la madre de Arturo.
- Fermín Mata (Pepe Ruiz) es el padre de Arturo.

### Personajes secundarios
- Rafa (Luis Zahera) es un ex-presidiario que se casa con Mónica.
- Carla (Ana Ruiz) es una empleada de la ETT de Mónica y Susana. (3ª Temporada)
- Raquel Mata (Lucía González) es la hija de Marcos.
- Roberto Mata (Juan Silveira) es el hijo de Marcos. (1ª Temporada)
- Josele (Darío Paso) es un amigo y primo de Pablo. (excepto 3ª Temporada)
- Rubén (Iván Luis) es un amigo de Josele y Pablo. (excepto 3ª Temporada)
- Óscar (Omar Muñoz) es el hijo de Montse. (2ª Temporada)
- Laura (Vicky Martín Berrocal) es una profesora del centro cultural. (1ª Temporada)
- César (Aitor Mazo) es el abogado de Arturo. (2ª Temporada)
- Rafita (Borja Navas) es el hijo de Rafa. (excepto 3ª Temporada)
- Merche (Raquel Pérez) es la exmujer de Marcos y, por tanto, madre de Raquel y Roberto. (1ª Temporada)
- Darío (Ramón Agirre) es espía y amigo de Arturo.

## Episodios
La serie consta de 36 episodios más 1 especial.
| Episodio                                                | Fecha de emisión | Espectadores | Cuota de pantalla |
| ------------------------------------------------------- | ---------------- | ------------ | ----------------- |
| PRIMERA TEMPORADA                                       |                  |              |                   |
| 1. La Familia Mata                                      | 17/09/2007       | 3.194.000    | 18,0%             |
| 2. La Familia Arruinada                                 | 24/09/2007       | 2.992.000    | 16,5%             |
| 3. La Familia y Otro Ruinoso Negocio                    | 01/10/2007       | 3.229.000    | 17,7%             |
| 4. La Familia Desahuciada                               | 08/10/2007       | 2.683.000    | 15,1%             |
| 5. Pablo Bloqueado                                      | 15/10/2007       | 2.981.000    | 16,2%             |
| 6. Gloria y Susana en Huelga                            | 22/10/2007       | 2.774.000    | 15,4%             |
| 7. Gloria y Pablo en Guerra                             | 29/10/2007       | 2.747.000    | 15,2%             |
| 8. Dispuesto a Cualquier Cosa                           | 12/11/2007       | 2.880.000    | 16,0%             |
| 9. El Cumple de Jorge                                   | 19/11/2007       | 2.977.000    | 16,0%             |
| 10. Pablo Busca Venganza                                | 26/11/2007       | 2.826.000    | 16,3%             |
| 11. Elvira y Fermín                                     | 10/12/2007       | 3.799.000    | 21,3%             |
| 12. Los Abuelos se Quedan por Navidad                   | 17/12/2007       | 3.325.000    | 18,5%             |
| SEGUNDA TEMPORADA                                       |                  |              |                   |
| 13. La Casa en Tres                                     | 07/04/2008       | 2.859.000    | 17,6%             |
| 14. Javi Llega a la Familia                             | 14/04/2008       | 3.216.000    | 19,0%             |
| 15. Arresto domiciliario                                | 21/04/2008       | 2.684.000    | 15,6%             |
| 16. Pagar al abogado                                    | 28/04/2008       | 2.439.000    | 13,8%             |
| 17. Tener un hijo                                       | 05/05/2008       | 2.854.000    | 16,4%             |
| 18. El Catering                                         | 12/05/2008       | 2.870.000    | 16,6%             |
| 19. Atracción Fatal                                     | 19/05/2008       | 2.751.000    | 16,4%             |
| 20. Padre Arturo                                        | 26/05/2008       | 2.777.000    | 16,2%             |
| 21. Robos y Supuestas Agresiones                        | 02/06/2008       | 2.726.000    | 16,4%             |
| 22. La Cacería                                          | 09/06/2008       | 2.601.000    | 14,5%             |
| 23. Fiesta de Disfraces                                 | 16/06/2008       | 2.767.000    | 15,6%             |
| 24. Estafar al Seguro                                   | 23/06/2008       | 2.209.000    | 16,1%             |
| 25. Cada uno por su lado                                | 30/06/2008       | 2.234.000    | 14,8%             |
| 26. Armasa se convierte en Armasaguedón                 | 07/07/2008       | 2.305.000    | 16,2%             |
| TERCERA TEMPORADA                                       |                  |              |                   |
| 27. Armasallá                                           | 12/01/2009       | 2.310.000    | 12,3%             |
| 28. Gloria intenta sabotear la boda de su hermana       | 19/01/2009       | 2.466.000    | 13,0%             |
| 29. Mónica y Susana se hacen con el traspaso de una ETT | 26/01/2009       | 1.938.000    | 10,2%             |
| 30. Ampliando Armasallá                                 | 02/02/2009       | 2.064.000    | 11,1%             |
| 31. La nueva empleada de la ETT                         | 09/02/2009       | 1.789.000    | 10,0%             |
| 32. El paquete sorpresa                                 | 16/02/2009       | 1.707.000    | 9,7%              |
| 33. El funeral de la tía de Jorge                       | 23/02/2009       | 1.831.000    | 9,2%              |
| 34. Elisa, la nueva inquilina                           | 02/03/2009       | 1.789.000    | 11,4%             |
| 35. El amigo de Marcos es espía                         | 09/03/2009       | 1.804.000    | 11,8%             |
| 36. La despedida                                        | 16/03/2009       | 1.127.000    | 10,5%             |
| TOTAL                                                   |                  |              |                   |
| 36 episodios más uno especial                           | 2007 - 2009      | 2.972.000    | 14,8%             |
| EPISODIOS ESPECIALES                                    |                  |              |                   |
| Especial Nochevieja: ¡Qué bello es ser un Mata!         | 29/12/2008       | 1.858.000    | 9,8%              |

## Crítica
La serie tuvo una buena calificación por parte de Martín Negíbar (de El Mundo) tras el episodio piloto.

### Polémicas
Pepe Ruiz y Marisa Porcel fueron sacados de Escenas de matrimonio para ser introducidos en la serie. Al carecer de contrato en la serie citada, fue muy sencillo contratarles para La familia Mata. De esta forma Antena 3 devolvió el golpe a Telecinco y a José Luis Moreno por haberles robado los personajes de otra serie, Aquí no hay quien viva, que fue adaptada en Telecinco como La que se avecina. El absoluto fracaso de la tercera temporada de la serie, sin Daniel Guzmán, protagonista de la serie, hizo que esta se acabara al final de temporada, dejando a Ruiz y Porcel en paro, pues una nueva pareja ya había ocupado su lugar.

## Adaptaciones
- El 21 de octubre del 2009, la cadena Mega Channel estrenó la versión griega de La familia Mata llamada Oikogenia Vlaptei (La Familia Daña).[3]
- En Portugal, el 7 de marzo de 2011, la cadena SIC estrenó la versión portuguesa de La familia Mata llamada A Família Mata. La versión portuguesa ha tenido 2 temporadas, la primera desde el estreno hasta 29 de abril de 2011 (exhibida de lunes a viernes) y la segunda entre 7 de julio y 1 de diciembre de 2012 (exhibida los sábados).